# Thomas Zajac

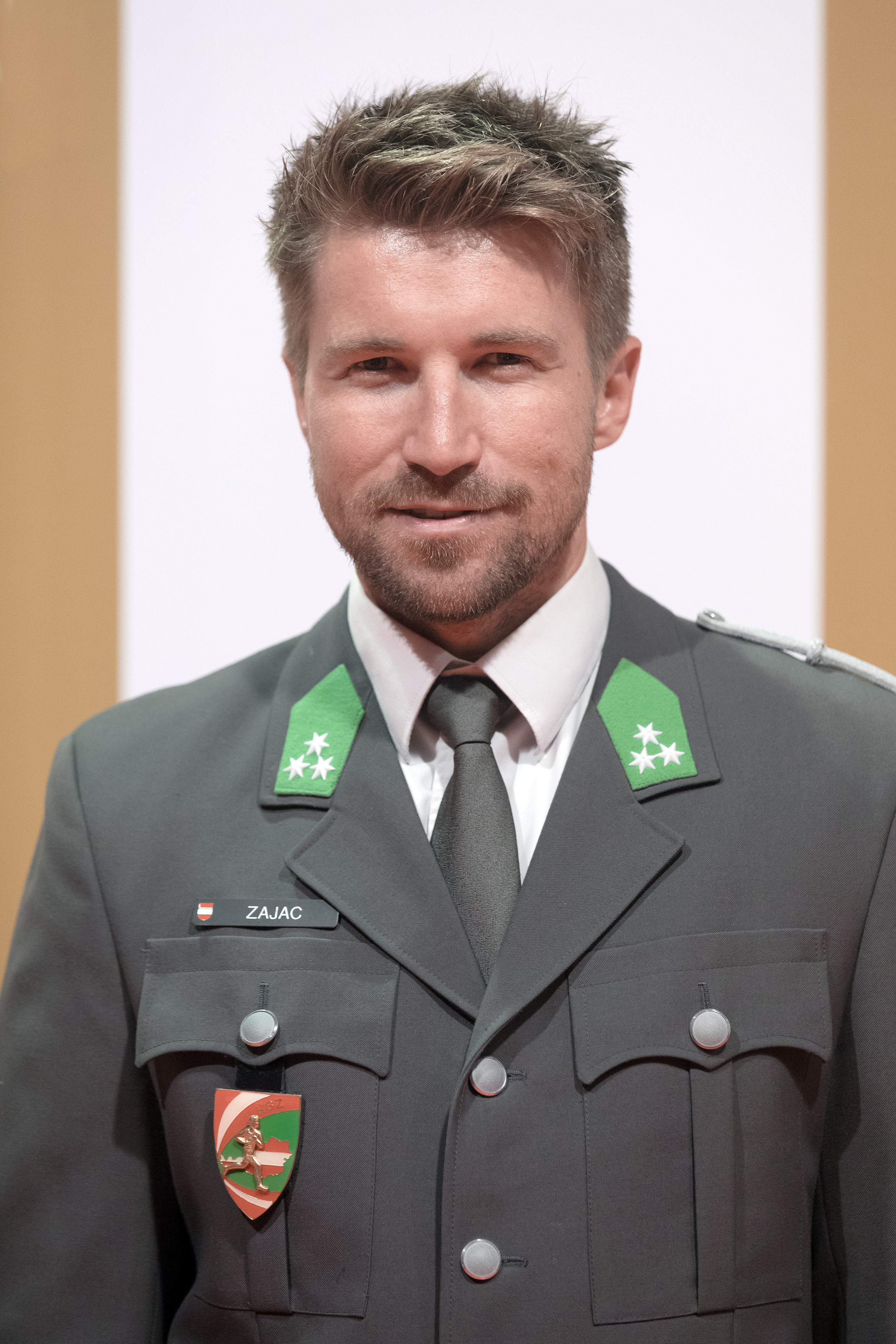
Thomas Zajac (2017)

Thomas Zajac (* 22. September 1985 in Wien) ist ein österreichischer Segler. 2016 gewann er mit Tanja Frank die Bronzemedaille in der Nacra-17-Klasse bei den Olympischen Sommerspielen in Rio. Seit 2017 segelt Barbara Matz mit ihm.

## Leben
Thomas Zajac kam als Sohn des polnischen Olympioniken Jan Bartosik und seiner Frau in Wien zur Welt. Sein Vater, der bei den Olympischen Spielen 1980 in der Bootsklasse Soling Rang neun belegt hatte, kam 1995 bei einem Paragleitunfall ums Leben.
Nach einigen Erfolgen im Juniorenbereich gewann Steuermann  Zajac mit seinem Segelpartner und Vorschoter Thomas Czajka Silber bei der Tornado-WM 2009 auf dem Gardasee, bei der Zajac 170 Tage nach einem schweren Kletterunfall ein Comeback gab. Im Herbst desselben Jahres stiegen die beiden vom Tornado in die 49er Jolle um. 2010 erhielt Zajac das Silberne Ehrenzeichen für Verdienste um die Republik Österreich.

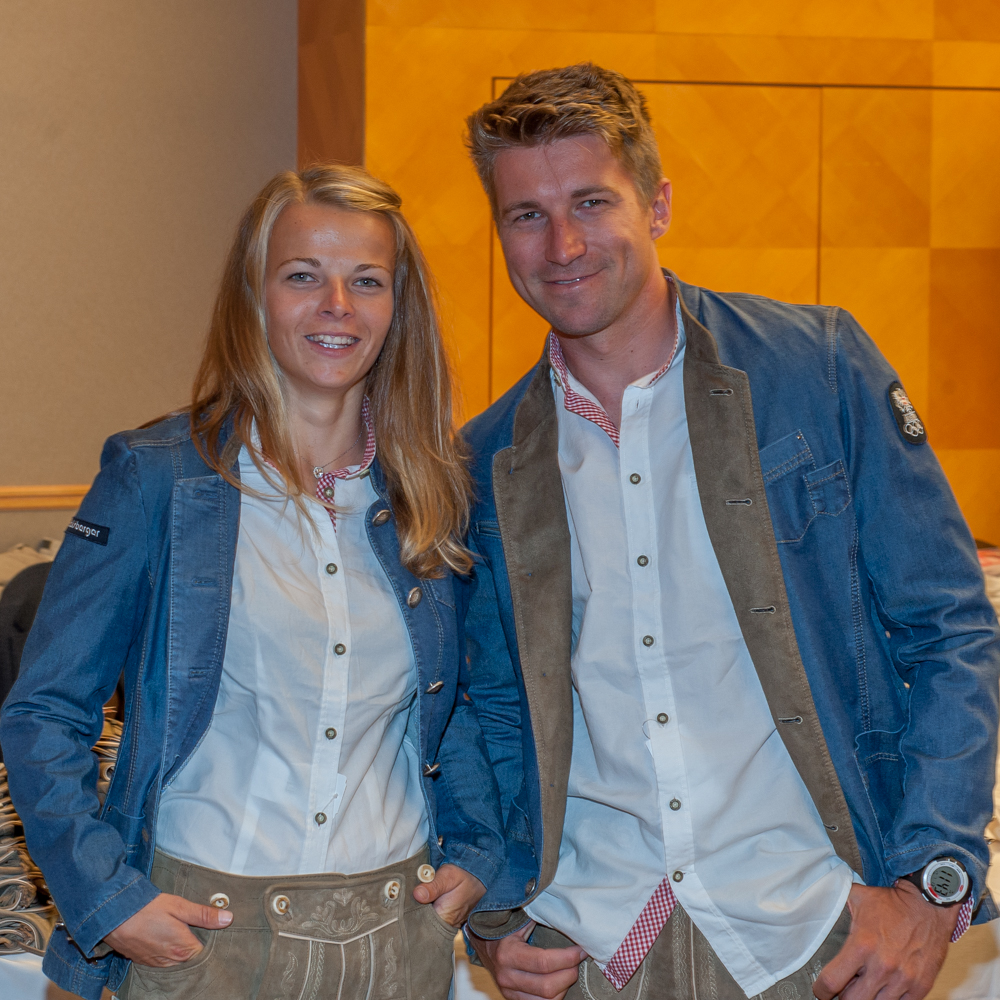
Thomas Zajac und Tanja Frank bei der Olympiaeinkleidung 2016

Seit dem Jahr 2013 segelt er in der neuen olympischen Katamaran-Klasse Nacra 17. Der Nacra 17 wird im olympischen Format in Mixed Teams gesegelt. Mit Partnerin Tanja Frank konnte er 2013 einige Erfolge verbuchen, unter anderem einen zweiten Platz in der Europacup-Gesamtwertung sowie die Führung in der ISAF-Weltrangliste. Die beiden qualifizierten sich für die Olympischen Sommerspiele 2016 in Rio de Janeiro, wo sie die Bronzemedaille holten und damit für die erste österreichische Medaille seit acht Jahren sorgten. Für diese Leistung wurde das Duo im Rahmen der Wahl zu Österreichs Sportler des Jahres als Mannschaft des Jahres ausgezeichnet.
Seit 2006 ist Thomas Zajac Mitglied im Nationalteam des österreichischen Segelverbandes und beim Bundesheer als HSZ-Sportler angestellt. Er hat den Dienstgrad eines Zugsführers. Seit 2017 segelt er gemeinsam mit Barbara Matz.
Im August 2021, bei der Sommerolympiade „Tokyo 2020“ belegte der österreichische Nacra 17 mit Thomas Zajac und Barbara Matz nach zwölf Wettfahrten den elften Platz. Während der Eröffnungsfeier war er, gemeinsam mit seiner Segler-Kollegin Tanja Frank, der Fahnenträger seiner Nation.

## Erfolge
- 2003: Junioreneuropameister im Hobie 16 (mit Thomas Czajka)
- 2005: Junioreneuropameister im Tornado (mit Thomas Czajka)
- 2006: Österreichischer Meister im Tornado (mit Thomas Czajka)
- 2006: Junioreneuropameister im Tornado (mit Thomas Czajka)
- 2006: Juniorenweltmeister im Tornado (mit Thomas Czajka)
- 2007: Österreichischer Meister im Dart 18 (mit Thomas Czajka)
- 2007: Dritter bei der Kieler Woche im Tornado (mit Thomas Czajka)
- 2009: Silber bei der Tornado-WM auf dem Gardasee (mit Thomas Czajka)
- 2011: Silber bei der Topcat-WM auf dem Traunsee (mit Mercedes Zinn-Zinnenburg)
- 2012: Sieg bei der BMW-Hochsee-Staatsmeisterschaft in Biograd (mit Thomas Czajka)
- 2013: Europacupsieg am Gardasee im Nacra 17 (mit Tanja Frank)
- 2013: Dritter bei der Kieler Woche im Nacra 17 (mit Tanja Frank)
- 2013: Zweite in der Europacup-Gesamtwertung im Nacra 17 (mit Tanja Frank)
- 2013: Gold bei den Pre-Worlds im Nacra 17 (mit Tanja Frank)
- 2013: Weltranglistenführung im Nacra 17 (mit Tanja Frank)
- 2016: Bronze bei den Olympischen Sommerspielen in Rio im Nacra 17 (mit Tanja Frank)
- 2017: Erster bei der Kieler Woche im Nacra 17 (mit Barbara Matz)
- 2019: Erster bei der Kieler Woche im Nacra 17 (mit Barbara Matz)[9]

## Auszeichnungen

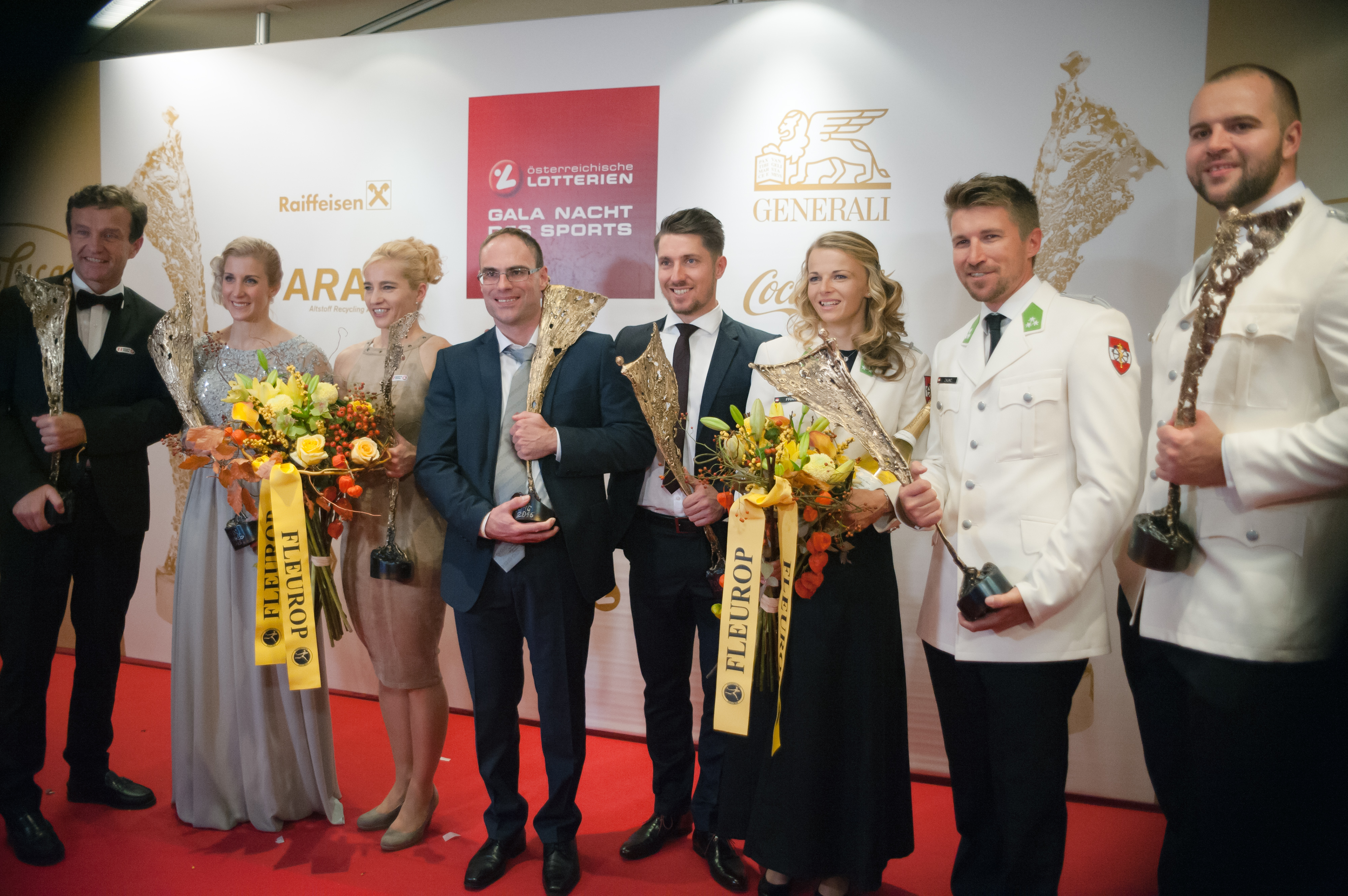
Thomas Zajac und Tanja Frank bei der Ehrung von Österreichs Sportlern des Jahres 2016

- 2010: Silbernes Ehrenzeichen für Verdienste um die Republik Österreich
- 2016: Mannschaft des Jahres bei der Wahl zu Österreichs Sportler des Jahres (mit Tanja Frank)